# Pieter Heerma
Pieter Enneüs Heerma (Amszterdam, 1977. augusztus 5. –) holland kereszténydemokrata politikus, a Kereszténydemokrata Tömörülés (CDA) listavezetője, és 2019. május 21. óta frakcióvezetője a holland Képviselőházban. Emellett volt a párt szóvivője, és kampányfőnöke is.

## Fordítás
- Ez a szócikk részben vagy egészben  a   Pieter Heerma című holland Wikipédia-szócikk ezen változatának fordításán alapul.  Az eredeti cikk szerkesztőit annak laptörténete sorolja fel. Ez a jelzés csupán a megfogalmazás eredetét és a szerzői jogokat jelzi, nem szolgál a cikkben szereplő információk forrásmegjelöléseként.